# Jaroslav Veis
Jaroslav Veis (* 19. dubna 1946, Praha) je český spisovatel (především vědeckofantastických povídek), publicista, novinář, redaktor a překladatel z angličtiny.

## Život
Jaroslav Veis se narodil roku 1946 v Praze. Po maturitě roku 1963 začal pracovat v nakladatelství Svoboda. Roku 1964 se přihlásil ke studiu žurnalistiky na Institutu osvěty a novinářství, resp. Fakultě osvěty a novinářství, resp. Fakultě sociálních věd a publicistiky Univerzity Karlovy (v letech 1968–1969 absolvoval studijní pobyt ve Velké Británii), které ukončil roku 1970. Roku 1971 se oženil s novinářkou a rovněž překladatelkou z angličtiny Veronikou Maxovou, se kterou má dva syny.
Od roku 1970 do roku 1972 pracoval Jaroslav Veis jako odborný asistent v Ústavu světové ekonomiky Československé akademie věd. Roku 1973 nastoupil jako redaktor do časopisu Sedmička pionýrů a začal se zabývat popularizací vědy a techniky a psaním vědeckofantastických povídek. Své populárně vědecké články vydával v celé řadě periodik a za tuto svou činnost obdržel roku 1976 cenu Československé akademie věd.
Svou práci v Sedmičce pionýrů ukončil Jaroslav Veis roku 1984, kdy se stal vedoucím redaktorem v nakladatelství Mladá fronta. Od roku 1990 do roku 1993 pak působil v deníku Lidové noviny (v letech 1991–1992 jako šéfredaktor). Poté odjel na roční stipendium do USA. Po návratu v roce 1994 krátce pracoval ve zpravodajské redakci Rádia Svobodná Evropa v Praze a od roku 1995 začal souběžně pracovat v redakci vědeckého časopisu KMIT (Komunikace-Média-Informace-Technologie) a v Centru nezávislé žurnalistiky. V roce 1995 získal Cenu ČSAV. Roku 1996 se stal členem Centra mediálních studií Fakulty sociálních věd Univerzity Karlovy a komentátorem týdeníku Týden. Od roku 1997 působí jako poradce předsedy a později místopředsedy Senátu Parlamentu České republiky Petra Pitharta.
Kromě své činnosti literární a popularizační se Jaroslav Veis také podílel na vzniku českého sci-fi fandomu. Sci-fi tvorbou se zabýval i teoreticky, je autorem celé řady překladů a rovněž editorem několika antologií vědeckofantastických povídek. Roku 1985 byl v čtenářské anketě vyhlášen třetím nejpopulárnějším autorem sci-fi posledních čtyřiceti let (první místo zaujal Ludvík Souček, druhé Josef Nesvadba). V roce 1987 získal na Parconu cenu Ludvík za knihu Moře času.
Po roce 1989 se zřejmě Veisova pracovní zaneprázdněnost podepsala na jeho tvůrčí činnosti a Jaroslav Veis se poněkud vzdálil z aktuálního sci-fi dění.
Na přelomu 80. a 90. let byl autorem populárního návrhu řešení dvou kontroverzních a vlekoucích se staveb socialismu, Strahovského tunelu a Žižkovské televizní věže. Ve fejetonu pro obnovené Lidové noviny navrhl žižkovskou věž podříznout a poté její tubus strčit do tunelu. Po letech bylo autorství této myšlenky přisuzováno Ludvíku Vaculíkovi.

## Dílo

### Sci-fi beletrie
- Experiment pro třetí planetu, Mladá fronta, Praha 1976, soubor jedenácti vědeckofantastických povídek napsaných společně s Alexandrem Kramerem, ale vydaných jen pod Veisovým jménem, neboť Kramer se stal po roce 1968 pro komunisty politicky nevyhovující osobou.
- Pandořina skříňka, Mladá fronta, Praha 1979, soubor sedmnácti vědeckofantastických povídek napsaných opět společně s Alexandrem Kramerem a opět vydaných jen pod Veisovým jménem.
- Zemřeš podruhé, Naše vojsko, Praha 1982, sci-fi román s detektivní zápletkou napsaný společně s a vydaný pod společným pseudonymem Jaroslav Petr.
- Moře času, Mladá fronta, Praha 1986, jedenáct vědeckofantastických povídek proložených cyklem krátkých epizodických příhod jistého Forcefama Whitea.
- Den na Kallistó, Mladá fronta, Praha 1989, výbor z předcházejících tří autorových povídkových sbírek, v němž jsou jednotlivé povídky opět proloženy whiteovským cyklem.
- Evropou obchází strašidlo, Akropolis, Praha 2009, soubor 10 povídek, z toho pět sci-fi a jedna z alternativní minulosti

### Práce pro děti
Pro děti napsal Jaroslav Veis dva pohádkové příběhy s vědeckofantastickými a populárněvědeckými motivy:
- …a sedm trpaslíků, Panorama, Praha 1987,
- Štěpán a Štěpán, Panorama, Praha 1988.

### Ostatní práce
- Whiteův Velký atlas mimozemšťanů, Mladá fronta, Praha 1989, „fragment“ z fiktivního atlasu autorova hrdiny Forcefama Whitea, ve kterém Veis s humorem podává výklad o pěti reprezentantech mimozemšťanstva objevujících se v literatuře od Lúkiána po Neffa.
- Týden po týdnu, Ježek, Rychnov nad Kněžnou 1997, novinové sloupky Jaroslava Veise, Jiřího Hanáka a Michala Růžičky z let 1994-1997,
- Týden po týdnu 2, Ježek, Rychnov nad Kněžnou 1999, novinové sloupky Jaroslava Veise a Michala Růžičky z let 1997-1999.

### Antologie sci-fi, obsahující Veisovy povídky
- Neviditelní zloději, Albatros, Praha 1980, povídka Zvláštní čas profesora Saufta,
- Železo přichází z hvězd, Mladá fronta, Praha 1983, povídky Den na Kallistó vydá za rok na Zemi a Zpráva o výsledku pracovní cesty,
- Lidé ze souhvězdí Lva, Mladá fronta, Praha 1983, povídka Na co ale mysleli klasikové?,
- Hvězdy v trávě, Práce, Praha 1984, povídky Na zdraví a Kdo se směje naposled,
- Návrat na planetu Zemi, Svoboda, Praha 1985, povídka Budete si přát? zahuhňala centrální automatická servírka,
- Přistání na Řípu, Mladá fronta, Praha 1988, povídka His Master's Voice,
- Skandál v Divadle snů, Mladá fronta, Praha 1988, povídka Krátké štěstí F. W.,
- Lety zakázanou rychlostí, Československý spisovatel, Praha 1990, povídka Odkud přicházejí? Kdo jsou? Kam jdou?.

### Antologie sci-fi povídek, jejichž je Veis editorem
- Hledání budoucího času, Práce, Praha 1985, společně se Zdeňkem Volným, obsahuje Veisovu povídku Potěšení pro Váz i celou Rodyna.
- Navštivte planetu Zemi!, Mladá fronta, Praha 1987, společně s Václavem Richtrem a Ivo Železným,
- Vesmír je báječné místo pro život, Mladá fronta, Praha 1987, společně s Václavem Richtrem a Ivo Železným.

### Nejvýznamnější překlady
- Isaac Asimov: Slova vědy: Co se za nimi skrývá, Panorama, Praha 1978, společně s Vladimírem Petříkem,
- Brian Aldiss: Nonstop, Odeon, Praha 1979,
- Brian Aldiss: Druhý ostrov doktora Moreaua, Naše vojsko, Praha 1984,
- Isaac Asimov: Nahé slunce, Ivo Železný, Praha 1994,
- David Halberstam: Černobílé desetiletí: padesátá léta a Spojené státy, Prostor, Praha 2002,.
- Fareed Zakaria: Budoucnost svobody : neliberální demokracie v USA i ve světě, Academia, Praha 2005.
- Fareed Zakaria: Deset lekcí pro postpandemický svět, Prostor, 2021